# 飛田満彦
飛田 満彦（ひだ みつひこ、1928年 - ）は日本の化学者、工学博士。旧・東京都立大学名誉教授。専門は有機合成化学、色素合成化学、色素物理化学。

## 経歴
1928年に生まれる。東京大学工学部応用化学科を卒業後、東京大学助教授を経て、東京都立大学工学部教授となる。そして、東京都立大学附属高等学校校長などを歴任する。東京都立大学名誉教授となった後は、東京都立工業高等専門学校校長に就任する。その後、財団法人鮫洲会理事長を務めた。1961年に工学博士（東京大学）を取得しており、主に色彩科学などを研究した。2009年春の叙勲で瑞宝中綬章を受章した。

## 著書
- 『標準応用化学講座（26）』コロナ社、1974年
- 『ファインケミカルズ』内田安三共著、丸善、1982年
- 『有機量子化学入門（基礎編）』学会出版センター、1981年
- 『有機量子化学入門（応用編）』学会出版センター、1982年
- 『環境クロミズム機能を有する色素の合成とその応用』東京都立大学、文部省科学研究費補助金研究成果報告書、1985年-1987年
- 『色彩科学』丸善、1998年